# Kościół Miłosierdzia Bożego w Ostrowcu Świętokrzyskim
Kościół Miłosierdzia Bożego w Ostrowcu Świętokrzyskim – rzymskokatolicki kościół parafialny należący do parafii pod tym samym wezwaniem (dekanat Ostrowiec Świętokrzyski diecezji sandomierskiej). Znajduje się na ostrowieckim Osiedlu Złotej Jesieni.
Jest to świątynia wzniesiona w latach 1983-1994 według projektu inżynierów: Adama Gustawa i Józefa Kocera. Akt erekcyjny wmurował pod budujący się kościół biskup Stanisław Sygnet w dniu 25 września 1985 roku. Prace budowlane nadzorował ksiądz Czesław Przewłocki. Z kolei nad dekoracją i wystrojem wnętrza czuwali księża Zygmunt Wandas i Zbigniew Wiatrek. Uroczyście świątynia została poświęcona przez kardynała Leonarda Sandriego, prefekta Kongregacji ds. Kościołów Wschodnich, w dniu 13 września 2009 roku. W ostatnich latach zostało wybudowane Centrum Duszpasterskie im. św. Jana Pawła II, umieszczone w podziemiach kościoła. Zabudowania sakralne obejmują jednorodną bryłę: kościół, zaplecze, kaplicę całodziennej adoracji i dom parafialny z tyłu prezbiterium. Ściany boczne i tylna są załamane w regularną harmonię o prostych kątach i znajdują się w nich długie, prostokątne okna. Narożniki świątyni zwężają się i wychylają ku górze, dzięki temu dodają wrażenia lekkości budowli, która według projektu miała przypominać kielich kwiatu lub koronę. Według takiej interpretacji wznosząca się ponad dach elewacja frontowa – dzięki wspomnianym wyżej narożnikom rozszerza się ku górze i stanowi tło dla zdobiącej ją figury Chrystusa oraz jest podstawą ażurowej wieżyczki zbliżonej kształtem do pręcików kwiatu. Wnętrze kościoła jest przestronne i rozświetlone. Ściana ołtarza jest zaprojektowana przez Czesława Dźwigaja. Swoim kształtem przypomina otwarte skrzydła wypełnione malowidłami i słowami z Pisma Świętego oraz „Dzienniczka” św. Siostry Faustyny Kowalskiej. W środku jest umieszczona przerwa w kształcie negatywu krzyża, mieszcząca w sobie obraz Jezu ufam Tobie, a także trójkątne i koliste motywy dekoracji tabernakulum.